# Saint-Julien-de-Crempse
Saint-Julien-de-Crempse korábbi község Franciaországban, Dordogne megyében. Lakosainak száma 219 fő (2018. január 1.). Saint-Julien-de-Crempse Maurens és Saint-Jean-d’Eyraud községekkel határos.
2019. január 1-jén három másik korábbi községgel egyesült és az így létrejött Eyraud-Crempse-Maurens új község része lett.

## Népesség
A település népessége az elmúlt években az alábbi módon változott:
| Lakosok száma | 147  | 131  | 141  | 168  | 191  | 214  | 220  | 238  | 225  | 219  |
|               | 1968 | 1975 | 1982 | 1999 | 2006 | 2011 | 2013 | 2016 | 2017 | 2018 |